# Marguerite de Bavière (1442-1479)
Marguerite de Bavière (1442-1479), était marquise de Mantoue par son mariage en 1463 avec Frédéric Ier de Mantoue. Elle était la fille d'Albert III de Bavière et d'Anne de Brunswick-Grubenhagen. Le mariage entre Marguerite et Frédéric a aidé les relations commerciales entre les deux Etats. Marguerite était cyphose et n'a pas été en mesure de parler ou de lire l'italien quand elle est arrivée, mais la relation avec Frédéric a été décrite comme heureuse. La cour a été dominée par sa belle-mère, mais Marguerite a évité tous les conflits. Lors de la guerre contre l'Aragon, Frédéric a nommé Marguerite comme régente, en son absence, au cours du printemps et de l'été de 1479. Elle est décédée au cours de son règne.

## Descendance
- Claire Gonzague (1464-1503) mariée en 1482 à Gilbert de Montpensier, duc de Sessa; les parents de Charles III de Bourbon.
- François II de Mantoue (1466-1519) marié en 1490 à Isabelle d'Este
- Sigismondo Gonzaga (1469-1525)
- Élisabeth de Mantoue (1471-1526) mariée en 1489 à Guidobaldo Ier de Montefeltro, duc d'Urbino
- Madeleine (1472-90) mariée en 1489 à Giovanni Sforza, seigneur de Pesaro et Gradara, qui plus tard épousa Lucrèce Borgia.
- Jean de Gonzague (1474-1525) marié en 1493 à Laura Bentivoglio (d.1523).